# Gdański Pułk Obrony Terytorialnej
Gdański Pułk Obrony Terytorialnej im. gen. Józefa Wybickiego – oddział obrony terytorialnej ludowego Wojska Polskiego.
Gdański Pułk Obrony Terytorialnej został sformowany na podstawie rozkazu Ministra Obrony Narodowej Nr 010/OTK z dnia 6 maja 1963 roku i zarządzenia Szefa Sztabu Generalnego WP Nr 069/Org. z dnia 6 maja 1963 roku.
Jednostka została zorganizowana w terminie do dnia 30 maja 1963 roku, poza normami wojska, w garnizonie Koszalin, według etatu pułku OT kategorii „B”.
Minister Obrony Narodowej rozkazem Nr 10/MON z dnia 16 marca 1965 roku nadał pułkowi imię generała Józefa Wybickiego.
W sierpniu 1989 roku została podjęta decyzja o rozformowaniu pułku w terminie do końca marca 1990 roku.

## Struktura organizacyjna pułku
- dowództwo i sztab[3]
- 4-6 kompanii piechoty a. 3 plutony piechoty i pluton ckm
- kompania specjalna a. pluton saperów, pluton łączności i pluton chemiczny
- pluton zaopatrzenia